# Wit-Russisch
Wit-Russisch of Belarussisch (беларуская мова, biełaruskaja mova) is een taal die tot de Slavische talen wordt gerekend.
Wit-Russisch wordt behalve in Wit-Rusland ook door Wit-Russische minderheden in delen van Oekraïne en Rusland gesproken alsmede in het oosten van Polen en het zuidoosten van Litouwen.
Het Wit-Russisch wordt geschreven in het Cyrillisch schrift, soms ook in het Latijns schrift, Łacinka genaamd. Dat laatste ontwikkelde zich in de 18e eeuw onder invloed van het katholicisme en de Poolse beïnvloeding van het westen van het land, dat tot de Poolse Delingen deel uitmaakte van het Pools-Litouwse Gemenebest.
Bij transcriptie (overzetting naar andere alfabetten/talen) komen allerlei verschillen aan het licht, met name in de transcriptie van eigennamen.

Het Wit-Russisch is een Oost-Slavische taal en vertoont derhalve de sterkste verwantschap met het Oekraïens en het Russisch. Ook heeft het Wit-Russisch sterke invloeden ondergaan vanuit het Pools. Taalkundig gezien neemt het Wit-Russisch een tussenpositie tussen het Pools en het Russisch in en is met beide talen onderling verstaanbaar (sprekers van het Pools en Russisch zelf kunnen elkaar niet verstaan). Dat is voor Poolse en Russische nationalisten de aanleiding om het Wit-Russisch als een dialect van het Pools respectievelijk het Russisch te beschouwen.

## Geschiedenis

### Van de 13e eeuw tot 1990
De eerste schriftelijke overblijfselen met Wit-Russische kenmerken dateren van de 13e eeuw. De taal ontwikkelde zich sterk in de 16e-17e eeuw, toen het de ambtelijke taal was van het vorstendom Litouwen. Het werd echter als zodanig door het Pools vervangen en eind 17e eeuw zelfs verboden, zodat het als geschreven taal volledig in verval geraakte. Pas in de eerste helft van de 19e eeuw vormde zich de moderne Wit-Russische schrijftaal.

### Wit-Russisch sinds de onafhankelijkheid

#### Taalwet van 26 januari 1990
Op 26 januari 1990 werd de wet ‘van de Wit-Russische Socialistische Sovjetrepubliek over de talen in de Wit-Russische SSR’ door de Opperste Sovjet aangenomen. Met deze wet kreeg het Wit-Russisch de status van officiële taal van de Wit-Russische sovjetrepubliek. Naast de wet werd een tienjarenplan geïntroduceerd voor de ontwikkeling en uitbreiding van de Wit-Russische taal in alle levenssferen. De taalwet van 1990 was het antwoord van de machthebbers op de toenemende druk vanuit de samenleving om de Wit-Russische taal voor uitsterven te behoeden. De Wit-Russische taal bevond zich op dat moment in een zeer moeilijke positie. Het verloor meer en meer terrein aan het Russisch. Op de werkvloer en bij officiële instanties werd het bijna niet meer gebruikt. In de stedelijke gebieden werd bijna geen Wit-Russischtalig onderwijs meer gegeven. Vooral in de steden gold het openbare gebruik van het Wit-Russisch als provocatie, als teken van separatistische neigingen. Op het platteland werd voornamelijk ‘trasjanka’ gesproken: een mengeling van Wit-Russische en Russische woorden, grammatica en syntaxis. Deze steeds verslechterende positie van het Wit-Russisch trok de aandacht van een deel van de nationale intelligentsia. Zij verenigden zich om het motto ‘Без мовы няма нацы!’ (Zonder taal is er geen natie!). Op 15 december 1986 schreef een deel van de bezorgde intelligentsia een open brief aan Michail Gorbatsjov. In deze brief uitten zij hun bezorgdheid over het verdwijnen van de Wit-Russische taal en deden concrete voorstellen om de situatie te verbeteren.

#### Overwinning van de nationalistische beweging?
De taalwet van 1990 leek op het eerste gezicht een overwinning van de nationalistische beweging op de Russischsprekende nomenklatoera. Toch was het dit maar ten dele. De taalwet was meer een symbolische actie om de eigen macht veilig te stellen dan een uiting van werkelijke politieke wil tot verandering. Om het Russischsprekende deel van de bevolking tegemoet te komen werd in een apart artikel de status van het Russisch geregeld: ‘De Wit-Russische SSR garandeert het recht tot ongehinderd gebruik van de Russische taal als taal van interetnische communicatie van de volken van de sopvjet-Unie.’ De status van het Wit-Russisch was dus wel verhoogd, maar het Russisch zou ook een belangrijke rol blijven spelen. Wel verplichtte de wet officiële instanties om hun stukken óók in het Wit-Russisch te publiceren. Ondanks het gebrek aan enthousiasme van regeringszijde was de periode 1991-1995 een productieve tijd voor de nationale intelligentsia. In 1994 volgde 80% van de 1e-jaars studenten Wit-Russischtalig onderwijs, het grootste deel daarvan tegen hun zin in. In 1995 werden 661 boeken en brochures, 210 kranten en 77 tijdschriften in het Wit-Russisch gepubliceerd. Dit betekende bijna een verdubbeling ten opzichte van 1985.

#### Wit-Russisch na het aantreden van president Loekasjenko
Aan deze opbloei van het gebruik van de Wit-Russische taal kwam na de verkiezing van Aleksandr Loekasjenko tot president in 1994 spoedig een einde. Onder grote delen van de bevolking heerste onvrede over de in hun ogen radicale invoering van het Wit-Russisch door de nationale elite. Loekasjenko speelde handig in op deze onvrede met het referendum van 14 mei 1995. De eerste vraag waar de bevolking over mocht stemmen luidde: ‘Bent U het ermee eens dat de Russische taal en de Wit-Russische taal een gelijkwaardige status zouden moeten hebben?’. Van de 65% van de stemgerechtigden die kwamen opdagen, stemde ruim 83% vóór gelijke status van het Russisch. Deze uitslag lag geheel in de lijn der verwachtingen. Het grootste deel van de bevolking sprak ten tijde van het referendum thuis en op de werkvloer vooral Russisch. Mede door de vraagstelling leek het logische antwoord op de vraag over de status van het Russisch ‘ja’ te zijn: een ongelijkwaardige status suggereert een negatieve houding t.o.v. het Russisch. Daarnaast had de presidentiële propaganda haar werk goed gedaan. Activisten die voor het Wit-Russisch opkwamen werden succesvol afgeschilderd als interne vijanden die de nationale eenheid in gevaar brachten. In een documentaire die enkele dagen voor het referendum werd uitgezonden werd het verband gelegd tussen de activisten van het Wit-Russische Volksfront BNF en de collaborateurs ten tijde van de Tweede Wereldoorlog. Zo werd de indruk gewekt dat activisten die voor de Wit-Russische taal opkwamen geestelijke nazaten van de fascisten waren.

#### Amendementen op de taalwet van 1998
Als resultaat van het referendum kreeg het Russisch naast het Wit-Russisch de status van staatstaal. Formeel waren de twee talen gelijkwaardig, maar deze gelijkwaardigheid bestond vooral op papier. In 1998 werden verschillende amendementen aan de taalwet van 1990 toegevoegd. In artikel 7 werd gesteld dat ‘besluiten van de hogere regeringsorganen in het Wit-Russisch en (of) het Russisch gepubliceerd worden’. De vernieuwing zit hier in de toevoeging van de woordjes ‘en’ en ‘of’. In de praktijk zullen de Russischsprekende leiders hun besluiten alleen in het Russisch publiceren. Als resultaat van het referendum van 1995 hoeft dus niemand meer de moeite te nemen om Wit-Russisch te leren. De status van het Wit-Russisch als een van de staatstalen is na de amendementen van 1998 daarom slechts symbolisch. De taal verdween weer uit grote delen van het openbare leven. Waar in 1994 nog 80% van de 1e-jaars studenten onderwijs in het Wit-Russisch ontvingen, was dat drie jaar na het aantreden van president Loekasjenko nog maar 7%. Aangezien bijna 70% van de Wit-Russische bevolking het Russisch als moedertaal heeft en het Wit-Russisch vrijwel nooit in het dagelijks leven gebruikt, was het een logische verandering.
De taalkwestie is na de verkiezing van Loekasjenko tot president tot een hoofdzakelijk politieke kwestie verworden. Wit-Russisch spreken is in het huidige Wit-Rusland bovenal een politieke daad, als het om Wit-Russische steden gaat. Vrijwel niemand spreekt er immers Wit-Russisch thuis. Daarom is de kans groot dat iemand die het Wit-Russisch in de stad spreekt, politiek gezien tegen Loekasjenko is.
Op het platteland wordt het Wit-Russisch gewoon door een deel van de dorpsbevolking gesproken, zowel door tegenstanders van Loekasjenko als door zijn aanhangers.

#### De invloed van Loekasjenko's beleid op het gebruik van de Wit-Russische taal
In 1994 gebruikte twee derde van de Wit-Russen uitsluitend het Russisch in het dagelijks leven. Dit aantal is gedaald tot 61,0% in 2006. Het aantal Wit-Russen dat uitsluitend het Wit-Russisch in het dagelijks leven gebruikt, is onder Loekasjenko's bewind nog sterker gedaald, van 17,3% tot 3,5%. Daar staat tegenover dat veel meer mensen zowel het Wit-Russisch als het Russisch dagelijks zijn gaan gebruiken (een stijging van 7% in 1994 tot 12,9% in 2006) of een mengeling van beide talen (6,4% in 1994 en 21,4% in 2006).
De meeste inwoners van Wit-Rusland steunen het idee dat Wit-Rusland zowel het Russisch als het Wit-Russisch als officiële talen moet voeren.

#### Trasjanka,narkamaŭkaofTarasjkevitsa?
De taalkwestie beperkt zich niet tot een strijd om het gebruik van het Wit-Russisch versus het Russisch. Het gaat er ook om wélke vorm van het Wit-Russisch gebruikt moet worden. Er bestaan nu drie vormen van het Wit-Russisch: het trasjanka, de narkamaŭka en de Tarasjkevitsa. Trasjanka is de al eerder genoemde mengeling van Wit-Russisch en Russisch die vooral op het platteland gesproken wordt. Narkamaŭka is het Wit-Russisch van na de taalhervorming van 1933. Tarasjkevitsa is gebaseerd op de grammatica zoals die door taalkundige Branislaw Tarasjkevitsj in 1918 werd gepubliceerd. Dit is de taal van de nationale intelligentsia. De nationale elite ziet het Tarasjkevitsa als de enige juiste vorm van het Wit-Russisch, omdat het ontstaan is vóór de sovjetoverheersing en het minst beïnvloed is door het Russisch. Wel is het zeer sterk door het Pools beïnvloed. Van officiële zijde wordt ondertussen heel anders tegen de taalkwestie aangekeken.
President Loekasjenko spreekt zelden Wit-Russisch en benadrukt graag de superioriteit van het Russisch. Hij vindt het volgens eigen zeggen ‘onmogelijk zich in de arme Wit-Russische taal uit te drukken’. Waar hij er soms wel voor kiest om een toespraak in het Wit-Russisch te houden, gebruikt hij altijd het Wit-Russisch van na de spellingshervorming van 1933. Ook worden er met enige regelmaat kranten en boeken in het narkamaŭka uitgegeven. Het gebruik van Tarasjkevitsa wordt voorgesteld als een vorm van extremisme en staatsvijandigheid. De taalstrijd lijkt op het moment een verloren zaak voor de nationalisten. Zij concentreren zich volledig op het Tarasjkevitsa en wijzen alle andere vormen van het Wit-Russisch af. De Tarasjkevitsa wordt echter, buiten de nationalistische intelligentsia om, vrijwel door niemand gesproken.
Hiermee vervreemden zij zich van grote delen van de Wit-Russischsprekende bevolking die een vorm van het door de overheid getolereerde trasjanka of narkamaŭka gebruiken.
Pavel Latoesjka, die in de jaren 2009-2012 minister van Cultuur was, stond er bekend om graag Wit-Russisch in het openbaar te spreken en voor de positie van deze taal op te komen.

## Video
- Wit-Russisch